# シロバナイガコウゾリナ
シロバナイガコウゾリナ Elephantopus mollis Kunth はキク科の植物。茎の先端に三枚の葉状の苞に包まれて栗のイガのような外見の花を着ける。

## 特徴
多年生の草本。背丈は60-120cm、時に200cmに達する。茎は直立して伸び、まばらに分枝してその枝は広角的に伸びる。全体に剛毛が多く、またその基部は成熟すると木質化する。根出葉は花時には残らず、多少残った場合もロゼット状にはならない。茎の葉がむしろ発達し、長楕円形で長さ8-20cm、先端は鋭く尖り、縁には鋭いか、あるいは鈍い鋸歯が出る。基部には葉柄がある。また表側にはまばらに白い毛が、裏面には白い毛と腺毛が密生する。草全体に剛毛があってざらつく。
花は11-3月に咲くが、時期に関係なく花を着けることもある。頭花は茎の先端や枝の先端に密集してつき、径2cmほどの頭花群の形を取る。花序群の柄は長さ2-5cm。この頭花群の基部には広卵形をした葉状の苞が3枚あり、頭花群はこれらに包まれたようになっている。個々の頭花を包む総苞は円柱形で緑色。総苞片は三角状披針形で先端は鋭くとがり、長さ7mm。花冠は長さ4-6mmで白か紫色。痩果は線状楕円体状で長さ3mm、褐色から灰色をしている。冠毛は基部が急に幅広くなっている。

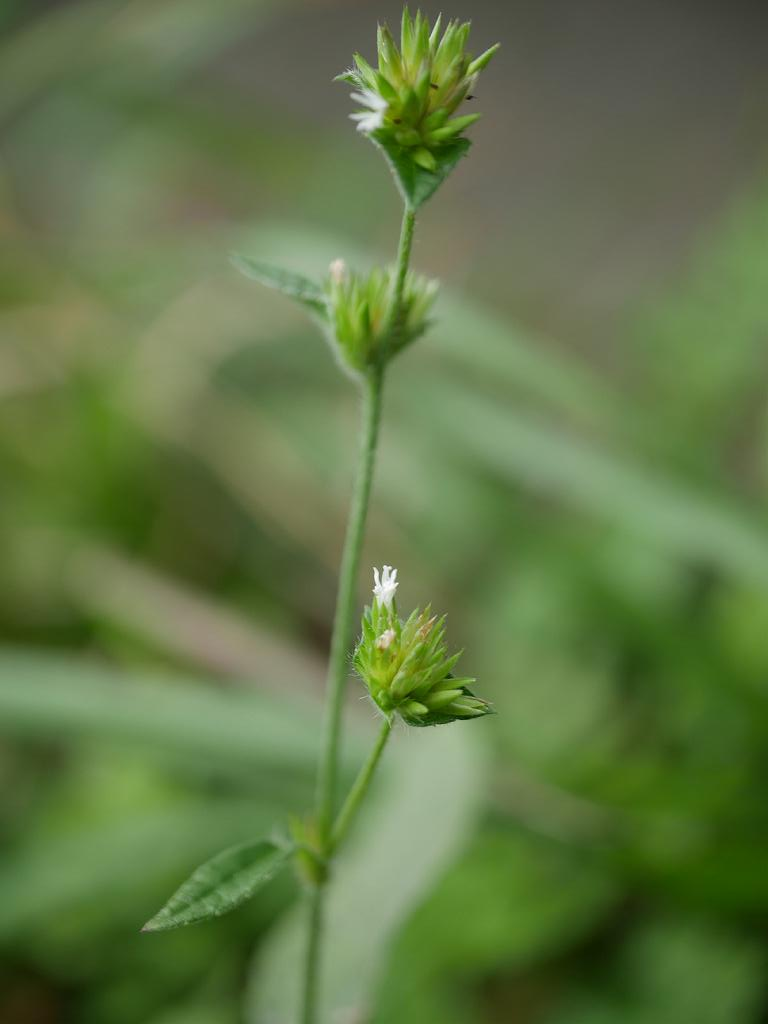
花序全体の様子
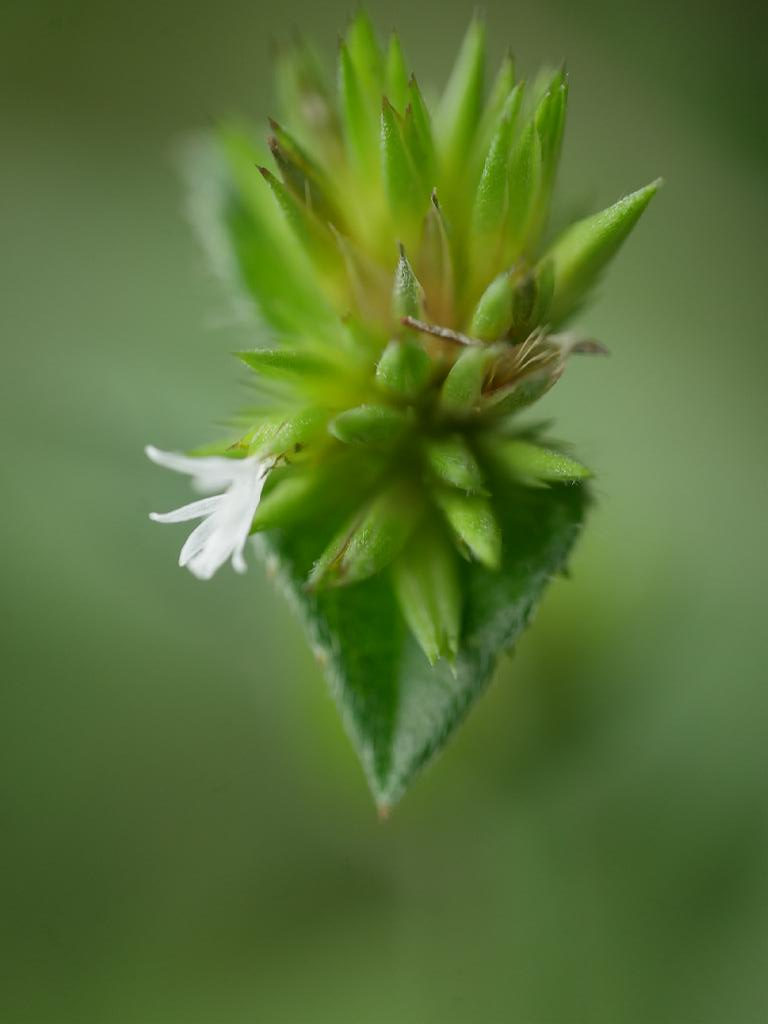
個々の小花序
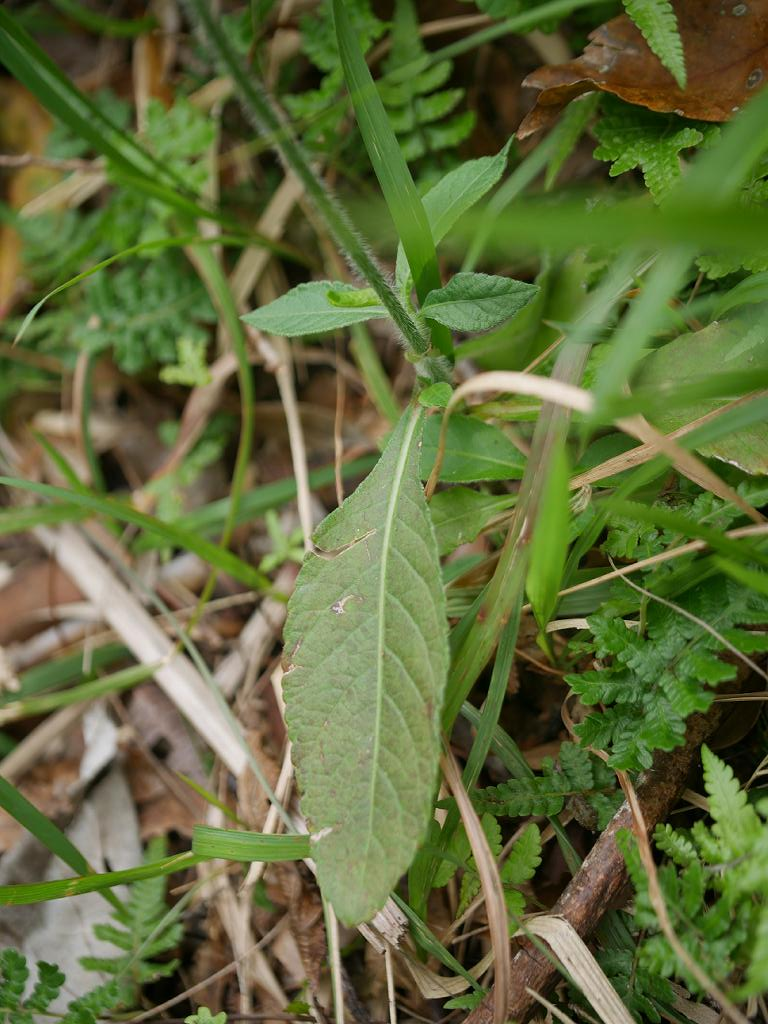
茎と葉

## 分布と生育環境
原産地は中央アメリカから南アメリカと考えられている。日本では琉球列島と小笠原諸島から知られ、国外では熱帯アジアに広く分布しており、これらの分布域は帰化によるとされる。
低地から低山の路傍や空き地に生育する。

## 類似種
本種の属するイガコウゾリナ属には世界の熱帯から亜熱帯に約15種があり、日本からは本種の他にもう1種、ミスミグサ E. scaber が知られ、沖縄本島と伊江島から記録されている。本種に比べると背丈は20-80cmとやや小柄で、開花時にもその基部に倒卵形からさじ型の根出葉がロゼット状に残り、また痩果の冠毛はその基部が次第に太くなる点などで区別される。この種も帰化である可能性が指摘されている。